# Heikkilänjärvi (sjö i Pello, Lappland)
Heikkilänjärvi är en sjö i kommunen Pello i landskapet Lappland i Finland. Sjön ligger 86,7 meter över havet. Den är 1 meter djup. Arean är 1,44 kvadratkilometer och strandlinjen är 7,9 kilometer lång. Sjön  ingår i Torne älvs huvudavrinningsområde.   Den ligger omkring 59 kilometer väster om Rovaniemi och omkring 730 kilometer norr om Helsingfors.
I sjön finns ön Karisaari. Öster om Heikkilänjärvi ligger Lampsijärvi.